# Prêmio Milner
Prêmio Milner (em inglês:  Royal Society Milner Award), suportado pela Microsoft Research, é concedido por conquistas excepcionais em ciência da computação por um pesquisador europeu. Substitui o Prêmio Microsoft, sendo denominado em homenagem a Robin Milner, um pioneiro da ciência da computação.
O recipiente deve ser um pesquisador ativo em ciência da computação, excluindo pesquisadores empregados da Microsoft, que tenha residido na Europa por pelo menos 12 meses antes de sua nomeação. O contemplado com o prêmio recebe uma medalha e um prêmio pessoal de £ 5.000. O recipiente é convidado para apresentar uma palestra pública sobre suas pesquisas em um encontro da Royal Society.
O recipiente é escolhido pelo conselho da Royal Society sobre recomendação do comitê do Prêmio Milner. O comitê é composto por fellows da Royal Society, membros da Académie des sciences (França) e membros da Academia Leopoldina (Alemanha). As nomeações são válidas por cinco anos, após os quais o candidato não pode ser renomeado até um ano após a nomeação ter expirado.

## Recipientes
Fonte: Royal Society
- 2012: Gordon Plotkin, for his fundamental research into programming semantics.
- 2013: Serge Abiteboul, for his world leading database research.
- 2014: Bernhard Schölkopf, for being a pioneer in machine learning whose work defined the field of “kernel machines” which are widely used in all areas of science and industry.
- 2015: Thomas Henzinger, for fundamental advances in the theory and practice of formal verification and synthesis of reactive, real-time, and hybrid computer systems
- 2016: Xavier Leroy, in recognition of his exceptional achievements in computer programming
- 2017: Andrew Zisserman, in recognition of his exceptional achievements in computer programming
- 2018: Marta Kwiatkowska, in recognition of her contribution to the theoretical and practical development of stochastic and quantitative model checking
- 2019: Eugene Myers, for his development of computational techniques [on] genome sequencing
- 2020: Cordelia Schmid, for her work in computer vision and her fundamental contributions to the representation of images and videos for visual recognition